# Nombre de Dios (Durango)
Nombre de Dios ist eine Kleinstadt mit ca. 6.000 Einwohnern und Hauptort einer Gemeinde (municipio) mit insgesamt ca. 22.000 Einwohnern im Bundesstaat Durango in Mexiko. Die – teilweise in Ruinen liegenden – Missionskirchen des Ortes und seiner Umgebung gehören seit dem Jahr 2010 als Teil des Camino Real de Tierra Adentro zum UNESCO-Weltkulturerbe. Das historische Ortszentrum ist seit dem Jahr 2018 als Pueblo Mágico anerkannt.

## Lage und Klima
Die Kleinstadt Nombre de Dios liegt ca. 53 km südöstlich der Hauptstadt des Bundesstaates, Victoria de Durango, in einer Höhe von ca. 1735 m. Das Klima ist meist trocken und warm; Regen (ca. 440 mm/Jahr) fällt ganz überwiegend im Sommerhalbjahr.

## Bevölkerung
| Jahr      | 2000  | 2005  | 2010  |
| Einwohner | 4.520 | 4.829 | 5.302 |

Der überwiegende Teil der Bevölkerung ist indianischer Abstammung, aber es gibt auch zahlreiche Mestizen.

## Wirtschaft
Die Umgebung des Ortes ist vergleichsweise wald- und wasserreich. Angebaut werden vor allem Mais, Bohnen, Melonen etc.

## Geschichte
Der spanische Konquistador Francisco de Ibarra und/oder Angehörige des Franziskanerordens gründeten hier im Jahr 1563 eine Missionsstation, von der ausgehend weite Teile im Norden Mexikos evangelisiert wurden. In den folgenden Jahrhunderten wuchs der Ort zu einer Kleinstadt mit geradlinigem Straßennetz heran.

## Sehenswürdigkeiten
- Die Kirche San Pedro Apóstol entstand erst im 19. Jahrhundert an der Stelle eines älteren Vorgängerbaus. Für Mexiko eigenartig sind die quergelagerten Schwibbögen des Kirchenschiffs.
- Der Templo de Jesús Nazareno lag im ehemaligen Indianerviertel und wurde im 18. Jahrhundert in seinen heutigen Zustand versetzt.

Umgebung
- In der näheren und weiteren Umgebung stehen des Ortes mehrere – zum Teil aufgegebene und in Ruinen liegende – Kirchen aus dem 16. bis 18. Jahrhundert. Einige von ihnen haben enorme seitliche Strebebögen zur Stabilisierung.